# عبد الرزاق الشابي
عبد الرزاق الشّابي هو مذيع تونسي بقناة التاسعة يقدّم البرنامج الحواري «عندي ما نقلك». عمل سابقا رئيس تحرير جريدة «أضواء».

## أعماله
- في دائرة الضوء، قناة حنبعل
- ديمونش حنبعل، قناة حنبعل
- المسامح كريم، قناة حنبعل
- عندي ما نقلك، التاسعة
- لمة عالكيف، قناة التاسعة